# Esercito tolemaico

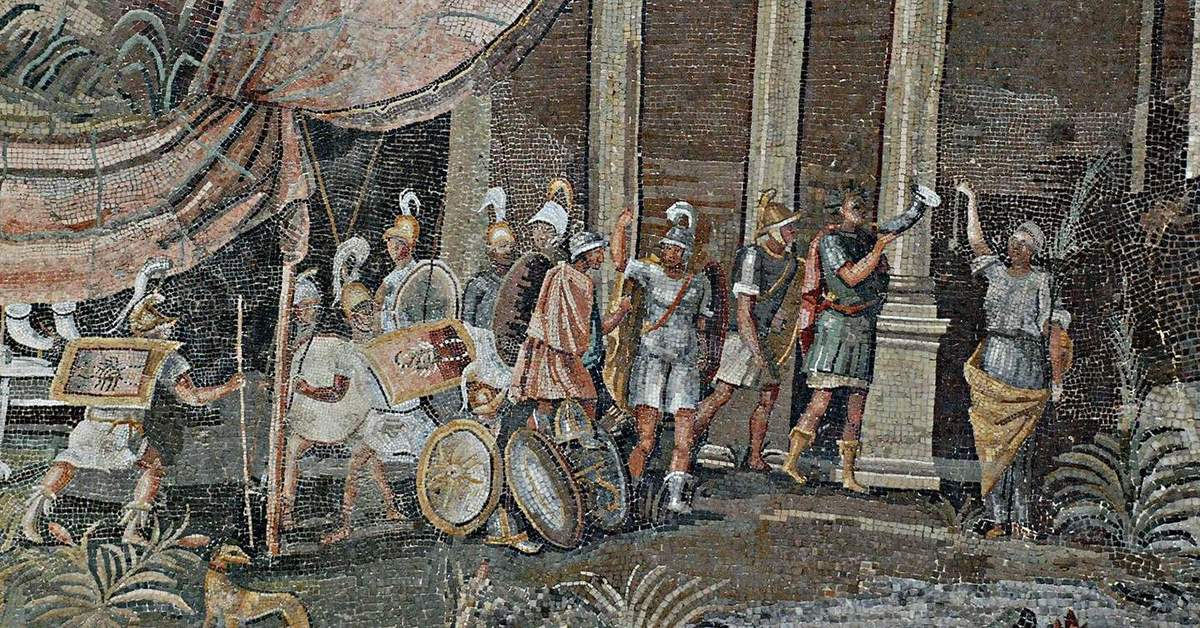
Soldati tolemaici, raffigurati nel mosaico nilotico di Palestrina, 100 a.C. circa.

L'esercito tolemaico fu l'esercito dei re ellenistici che governarono l'Antico Egitto dal 305 a.C. al 30 a.C. Come la maggior parte degli altri eserciti dei Diadochi, era molto simile all'esercito macedone di Alessandro Magno: fanteria pesante armata di sarissa e schierata nella falange macedone, ecc.
Le armate dei Tolomei dimostrarono la loro superiorità contro le forze dei Seleucidi con la vittoria nella Battaglia di Rafah del 217 a.C. ma, nonostante questo, caddero in una fase di profondo ristagno che spianò la strada alla conquista da parte di Roma al tempo della disputa tra Augusto e Marco Antonio.
Da notare tuttavia, che il Regno d'Egitto, fu l'ultimo stato ellenistico a soccombere ai Romani. Nell'ultima fase della sua vita, il Regno tolemaico d'Egitto conobbe la sua massima espansione: con le Donazioni di Alessandria, Marco Antonio aveva ceduto all'Egitto di Cleopatra numerosi territori orientali della Repubblica romana, incontrando l'ostilità di Ottaviano e del Senato. Per prepararsi a fronteggiare i romani e creare un vero e proprio impero ellenistico sul Mediterraneo, Cleopatra aveva organizzato un potente esercito, circa 45.000-50.000 uomini, ma soprattutto una possente flotta: la flotta tolemaica di Cleopatra, composta da più 300 navi di grossa stazza. Questo grande esercito orientale, appoggiato dalle legioni di Antonio, mise a dura prova l'esercito romano di Ottaviano, che tuttavia ottenne la vittoria nel mare prospiciente Azio e, in seguito, fu in grado di occupare totalmente il Regno d'Egitto, chiudendo così la cosiddetta età ellenistica.